# Kirby’s Toy Box
Kirby's Toy Box (яп. カービィのおもちゃ箱 Ка:би: но Омотя Хако, «Коробка с игрушками Кирби») — коллекция компьютерных игр, выложенная при поддержке компании St.GIGA на интернет-сеть Satellaview 8 февраля 1996 года. В качестве рекламной поддержки игры Kirby Super Star на SNES, St.GIGA выпустила следующие 8 мини-игр:
| Английское название              | Японское название                   |
| -------------------------------- | ----------------------------------- |
| Kirby’s Toy Box — Baseball       | カービィのおもちゃ箱 ベースボール   |
| Kirby’s Toy Box — Hoshi Kuzushi  | カービィのおもちゃ箱 星くずし       |
| Kirby’s Toy Box — Arrange Ball   | カービィのおもちゃ箱 アレンジボール |
| Kirby’s Toy Box — Guru Guru Ball | カービィのおもちゃ箱 ぐるぐるボール |
| Kirby’s Toy Box — Pachinko       | カービィのおもちゃ箱 パチンコ       |
| Kirby’s Toy Box — Pinball        | カービィのおもちゃ箱 ピンﾝボール    |
| Kirby’s Toy Box — Ball Rally     | カービィのおもちゃ箱 ボールラリー   |
| Kirby’s Toy Box — Cannonball     | カービィのおもちゃ箱 キャノンボール |